# Ktož jsú boží bojovníci

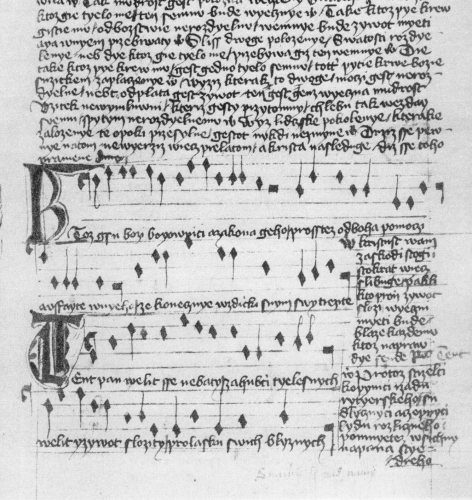
Hymn Ktož jsú boží bojovníci w kancjonale jistebnickim

Ktož jsú boží bojovníci – husycka pieśń chóralna pełniąca funkcję hymnu.

## Pochodzenie
Przez długi czas kwestia jego autorstwa pozostawała otwarta do czasu odnalezienia w 1872 roku tzw. kancjonału jistebnickiego, na podstawie którego Zdeněk Nejedlý postawił w 1913 roku hipotezę, że autorem pieśni jest ksiądz Jan Čapek z Klatova.

## Rola
Hymn śpiewany był przez husyckie oddziały przed bitwami. Oddziaływanie śpiewanej razem pieśni było tak wielkie, że w bitwie pod Domažlicami krzyżowcy w większości w popłochu zbiegli z pola bitwy, zanim jeszcze rozpoczęto działania bitewne.
Hymn został także odśpiewany w 1433 roku, gdy wspierające Jagiełłę husyckie oddziały dotarły do wód Bałtyku koło Oliwy.

## Wpływ kulturowy
Odniesienia do pieśni znajdują się w wielu utworach czeskich autorów, głównie muzycznych począwszy od oper na muzyce popularnej jak folk, rock czy heavy metal skończywszy.

### Utwory klasyczne
- Karel Šebor, opera Nevěsta husitská (1868) – pierwsze wykorzystanie hymnu we współczesnej muzyce czeskiej[4]
- Bedřich Smetana, opera Libusza (1872), baśnie symfoniczne Tábor i Blaník z cyklu Má Vlast (Moja Ojczyzna) (1882)
- Antonín Dvořák, uwertura Husitská, op. 67 (1883)
- Josef Suk, poemat symfoniczny Praha op. 26 (1904),
- Leoš Janáček, opera Výlety páně Broučkovy
- Pavel Haas, Suita na obój i pianino op. 12 (1939)
- Karl Amadeus Hartmann, Concerto funebre (1939),
- Karel Husa, Hudba pro Prahu (1968)
- Zdeněk Lukáš, Malá humoreska pro klarinet, fagot a dechový orchestr  (2006)

### Muzyka współczesna
- Daniel Landa, Kdož jste boží bojovníci z albumu Valčík (1993)
- Klíč, Pohár a kalich z albumu Omnia Vincit Amor (1993)
- Arakain, Chorál z albumu Arakain (1997)